# UMAX Technologies
UMAX Technologies (oorspronkelijk UMAX Computer Corporation) is een Taiwanese fabrikant van computerproducten zoals scanners, computermuizen en USB-sticks. Het bedrijf gebruikt ook de merken Yamada en Vaova.

## Geschiedenis
UMAX was voorheen een fabrikant van klonen van de Macintosh-computer van Apple. Deze bracht het (buiten Europa) uit onder de merknaam SuperMac. Enkele modellen geproduceerd door UMAX waren: SuperMac S900/S910, J700, C500 and C500e/i/LT, C600e/v/LT/x en Aegis 200. De C500 werd op de Europese markt verkocht als Apus 2000.
Nadat Steve Jobs in 1997 terugkeerde naar Apple als de nieuwe bestuursvoorzitter, trok hij alle licenties om Mac-klonen te maken in met uitzondering van UMAX. Dit deed hij omwille van hun koopjes die onder 1000 Amerikaanse dollar lagen, een markt waarin Apple niet sterk was, en de wens van UMAX om de positie van het Mac-platform op de Oost-Azische markten te verbeteren. UMAX kon echter niet rendabel blijven door enkel deze systemen te verkopen. Het heeft midden jaren negentig ook kort IBM-compatibele-computers gemaakt, maar sindsdien heeft UMAX zich voornamelijk geconcentreerd op de productie van scanners.
UMAX heeft ook een 1.3 megapixel digitale camera gemaakt, genaamd AstraPix 490. De camera is in staat om videoclips op te nemen, te fungeren als webcam en kan zelfs gebruikt worden om naar muziek te luisteren in het MP3-formaat.

## Scanners
- Astra 2100U[4]
- Astra 4900/4950[5]

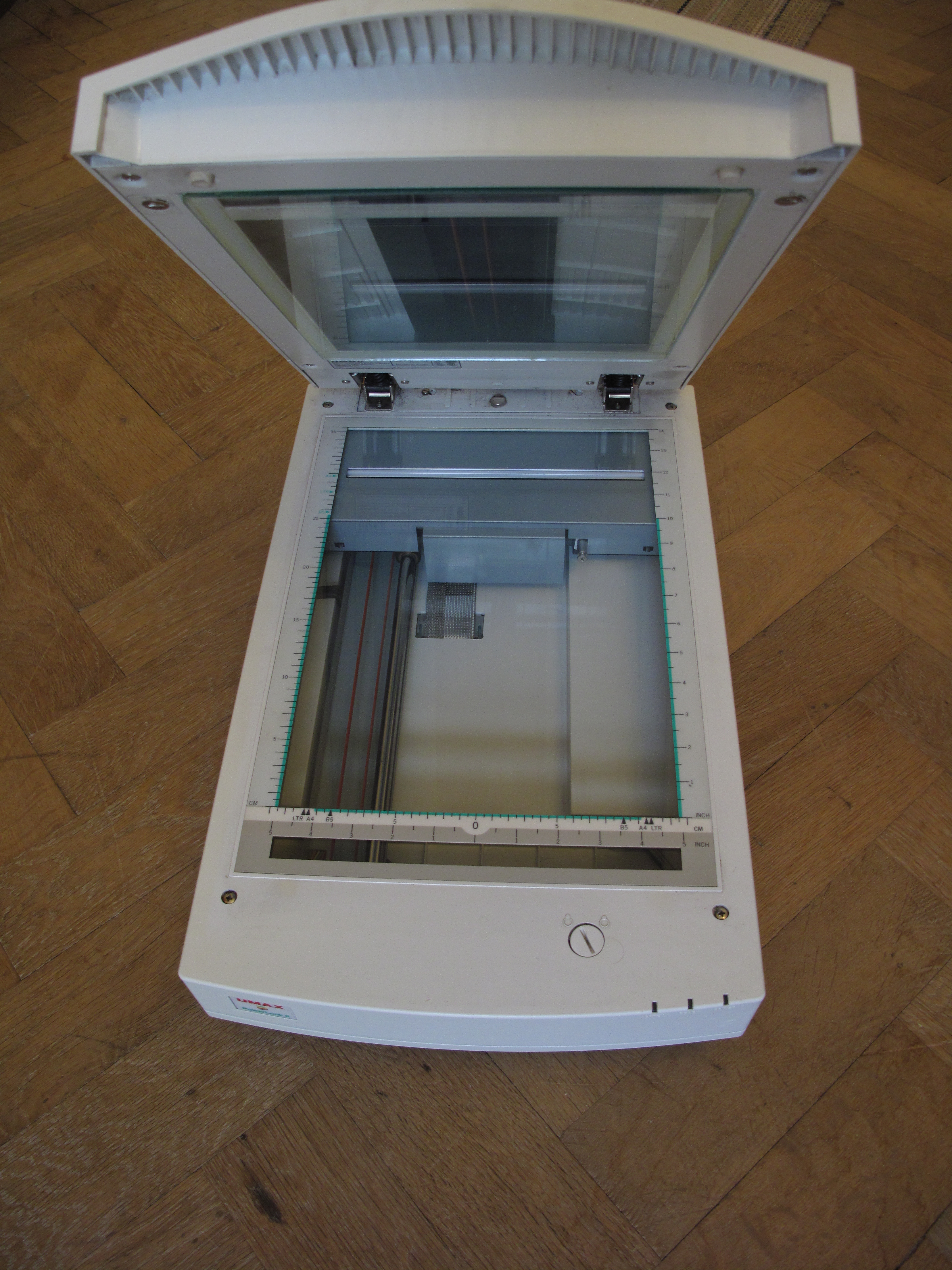
UMAX PowerLook II

- Astra 5600/5650 (Driver beschikbaar voor Windows, niet voor Mac)
- Astra 6700 (Driver beschikbaar voor Windows XP/2000/98SE/ME)
- AstraSlim (Windows 98/NT/ME/2000/XP)
- AstraSlim SE
- PowerLook 1000
- PowerLook 1120
- PowerLook 2100XL
- PowerLook 180
- PowerLook 270